# 筑波快線
筑波快線（日语： Tsukuba ekusupuresu */?，簡稱）是位於日本關東地方東部的鐵路線，為首都圈新都市鐵道的唯一營運路線，起於東京都千代田區的秋葉原站、迄於茨城縣筑波市的筑波站，屬於東京首都圈的通勤鐵路之一。鐵道要覽內登載的正式名稱為常磐新線（／ Jōban shinsen），但在旅客信息上完全没有使用这一名称。同时，“筑波快线”也被用作其营运机构的别称，因此车票上有时会使用“筑波特快线”一词，特别是在提到该线路时。

## 概要
当初计划中的线路原名为“常磐新线”，而“筑波快线”的名称则是通过公募选定的。公募中最受欢迎的名称是“筑波线”，但由于与 1987 年停运的筑波铁道筑波线读音相同而未被采用。目前，首都圈新都市铁道公司在其 CI 中使用 “筑波特快”及其标识，而不是公司名称。“筑波特快（つくばエクスプレス）”、“TSUKUBA EXPRESS ”和徽标标志是该公司的注册商标。该线路开通前，经常使用计划线路的名称 “常磐新线”，但开通后，除极少数官方文件外，不再使用该名称。
该线路以连接东京市中心和筑波科学城为主要目的，旨在缓解当时铁路通勤状况日益恶化的日本国有铁道（JNR）常磐线的拥堵状况，并为东京首都圈提供住宅用地，于2005年8月24日开通。它是关东地方最年轻的铁路干线，约25%的路段修建在地下，以避免在建成区征用地面的土地。除南千住站至荒川大桥（北千住站至青井站之间）外，起始站一侧的秋叶原站至八潮站之间的线路均位于地下，终点站一侧的筑波站也位于地下。所有地面路段均为高架或路堑结构，没有平交道口。
该线路的列车高速运行，最高时速可达130公里，其最快的列车在45分钟（快速列车）内行驶完秋叶原站和筑波站之间58.3公里的路线。所有线路均由自动列车运行系统（ATO）自动运行，并由单人运转，车上有司机但无列车长及其他乘务。 所有车站都采用了许多自动化技术，比如可动式月台门。
该线路不仅是东京首都圈、筑波科学城和沿线地区之间的通勤线路，也是通过连接筑波山穿梭巴士前往筑波山的观光线路。随着这条线路的开通，沿线开发了大量住宅用地，特别是流山大鹰之森站和柏之叶校园站附近。

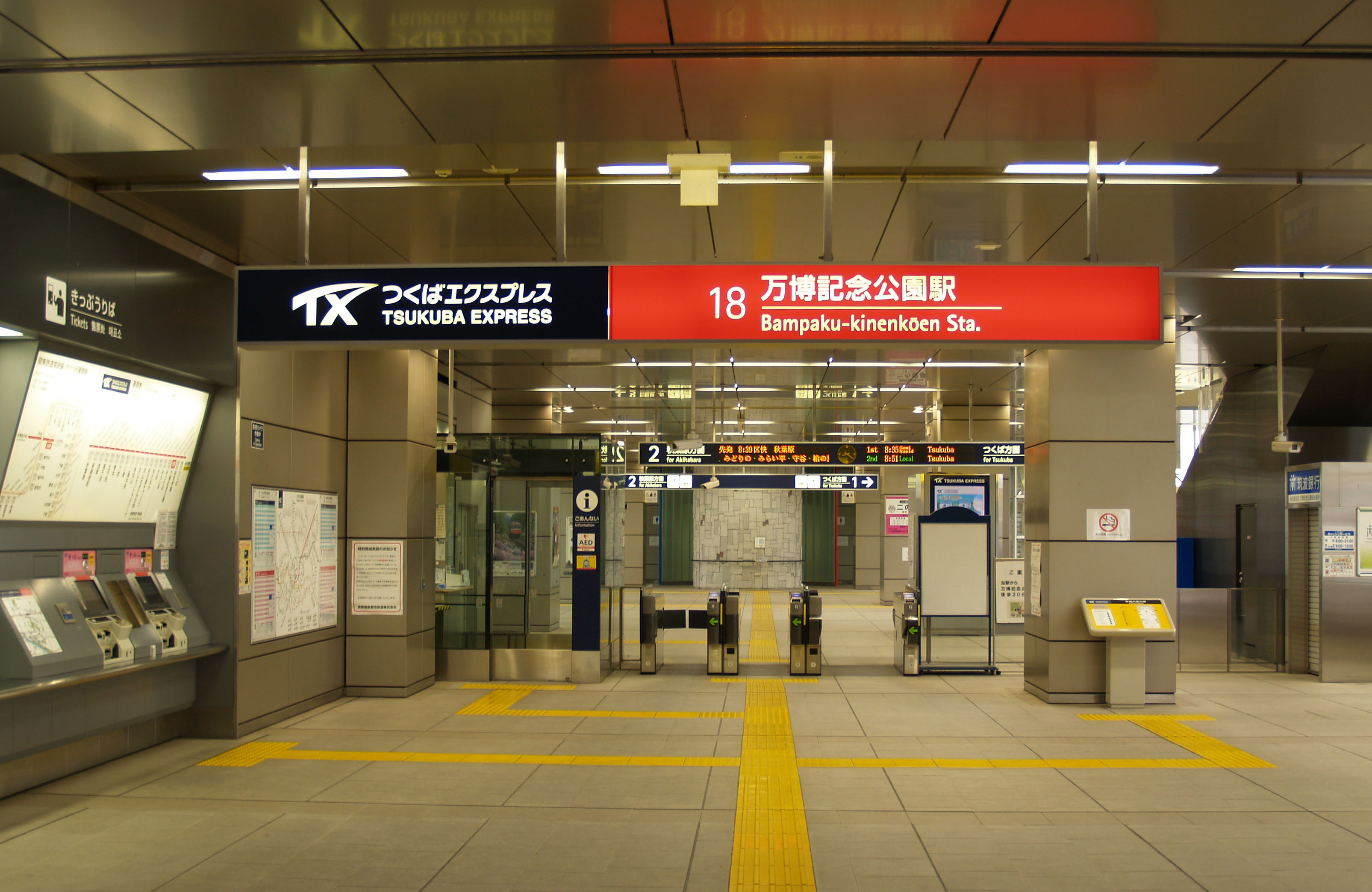
通常使用路线名称而不是公司名称
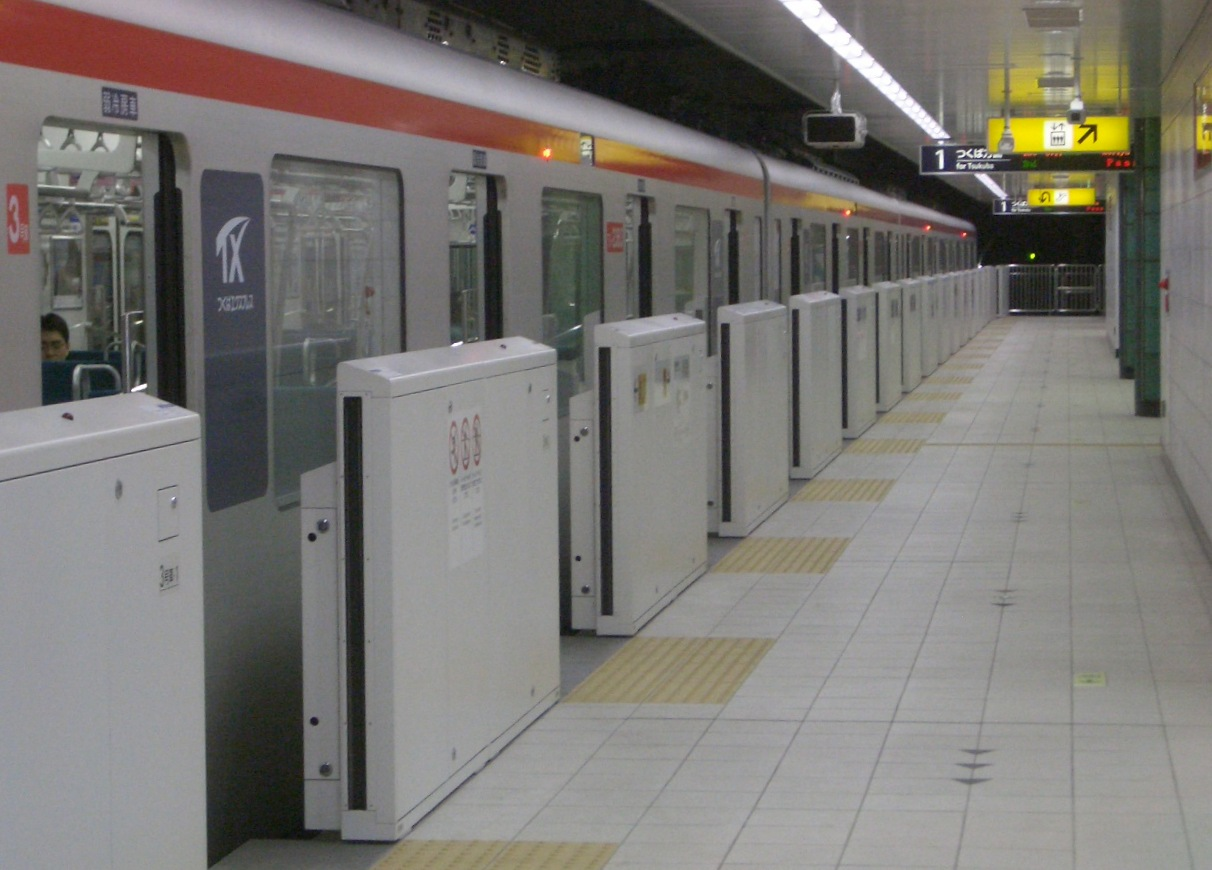
可动式月台门 （摄于青井站）
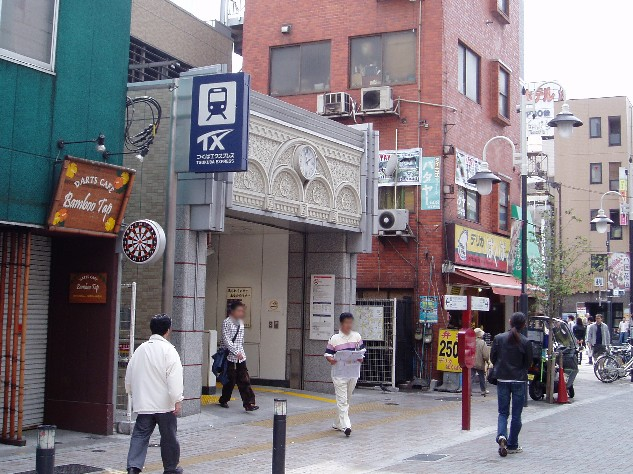
在市中心，通过地下通道连接车站 （浅草站的地上出口）

### 路線資料
- 管轄：首都圈新都市鐵道（第一種鐵道事業者[7]）
- 路線名：常磐新線（通稱：筑波快線）[a]
- 路段：秋葉原－筑波 58.3公里[13][14][1]
- 軌距：1067毫米[1][13]
- 複線路段：全線
- 電氣化路段：全線（秋葉原－守谷 直流電1,500 V，守谷－筑波 交流電50 Hz、20,000 V）
  - 中性區：守谷－未來平，列车自行切换交直流
- 最大坡度：35‰[1]
- 最小曲線半徑：200米[1]
- 閉塞方式：車內信號閉塞式（ATC）
  - 採用前方預告、進路預告機能附1段制動制御數碼傳送式CS-ATC
  - ATO進行自動運行。不过，自 2014 年 1 月起，森谷和北千州之间在早高峰时段开始实施 TASC 运行[15]。 这是因为在后续运行期间，当接近前方列车时，ATO难以灵活应对车载信号的频繁变化，导致乘坐舒适度降低[15]。
- 最高速度：130公里/小時[1]
- 表定速度（日语：表定速度）
  - 秋葉原－筑波 58.3公里，快速45分，表定速度77.7公里/小時，中途停車站數7個
  - 北千住－筑波 50.8公里，快速33分，表定速度92.3公里/小時，中途停車站數3個
  - 流山大鷹之森－筑波 31.8公里，快速19分，表定速度100.4公里/小時，中途停車站數1個
  - 守谷－筑波 20.6公里，快速11分，表定速度112.4公里/小時，中途停車站數0個
- 車輛基地所在站：守谷站
- 建設主體：獨立行政法人 鐵道建設、運輸施設整備支援機構（2003年10月1日起繼承日本鐵道建設公團業務）

## 電化方式
筑波快線全線具有交流和直流區間，秋葉原站～守谷站之間採用直流電1,500V，中性區設於守谷站～未來平站之間，以北地區採用交流電20,000V/50Hz。
由於守谷站以南有不少隧道路段，全線使用交流電的話，基於交流電的設備較為複雜，隧道要造得較高，建築成本亦等同增加，且東京都市圈內的通勤鐵路受法規限制故均須使用直流電供電。但全線使用直流電會影響沿線位於茨城縣石岡市柿岡的氣象廳地磁觀測所進行地磁觀測，故此守谷站以北必須使用交流電。常磐線亦因為相同原因，取手站以北必須使用交流電；水戶線除了起點小山站以外，全線使用交流電（關東鐵道常總線也因為同樣的原因，全線並沒有電化）。這樣令筑波快線在通車時成為唯一同時有直流和交流路段的非JR路線，直至2015年越後心跳鐵道日本海翡翠線（原北陸本線市振站－直江津站）通車為止。
要走畢秋葉原站～筑波站之間全線，必須採用交直兩用電聯車，而交直兩用電聯車的造價，比起直流專用電聯車為高，導致營運單位同時引入TX-1000系直流專用電聯車和TX-2000系交直流兩用電聯車，以減低買車的成本，而TX-1000系電車則限定只能在秋葉原站～守谷站之間行走。

### 交直、交交切換區段
守谷與未來平之間，設有交流電與直流電切換的區段。電聯車會在行走時進行切換。司機只需要在切換時按一下切換開關即可完成切換，其他操作則自動進行。
電聯車進行交直切換時，車內的照明（螢光燈）不會熄滅，這與以前的國鐵型交直流電聯車不同，但空调会停止运行。TX-2000系列车的目的地與停車站顯示屏會熄滅。另外，側壁（隔音壁）有交直切換區段的標記，可以判別交直切換區間的位置。
除此以外，綠野站（みどりの）與萬博紀念公園之間，也設有一個交交切換區段（中性區）。這是因為TX的交流區間，由兩個變電所供電，设立中性區可以免除兩個交流區間的相位差問題。这里的线路的侧壁上也有标记，用于标明中性区间。列车在区段内会滑行通过。

## 运行形态

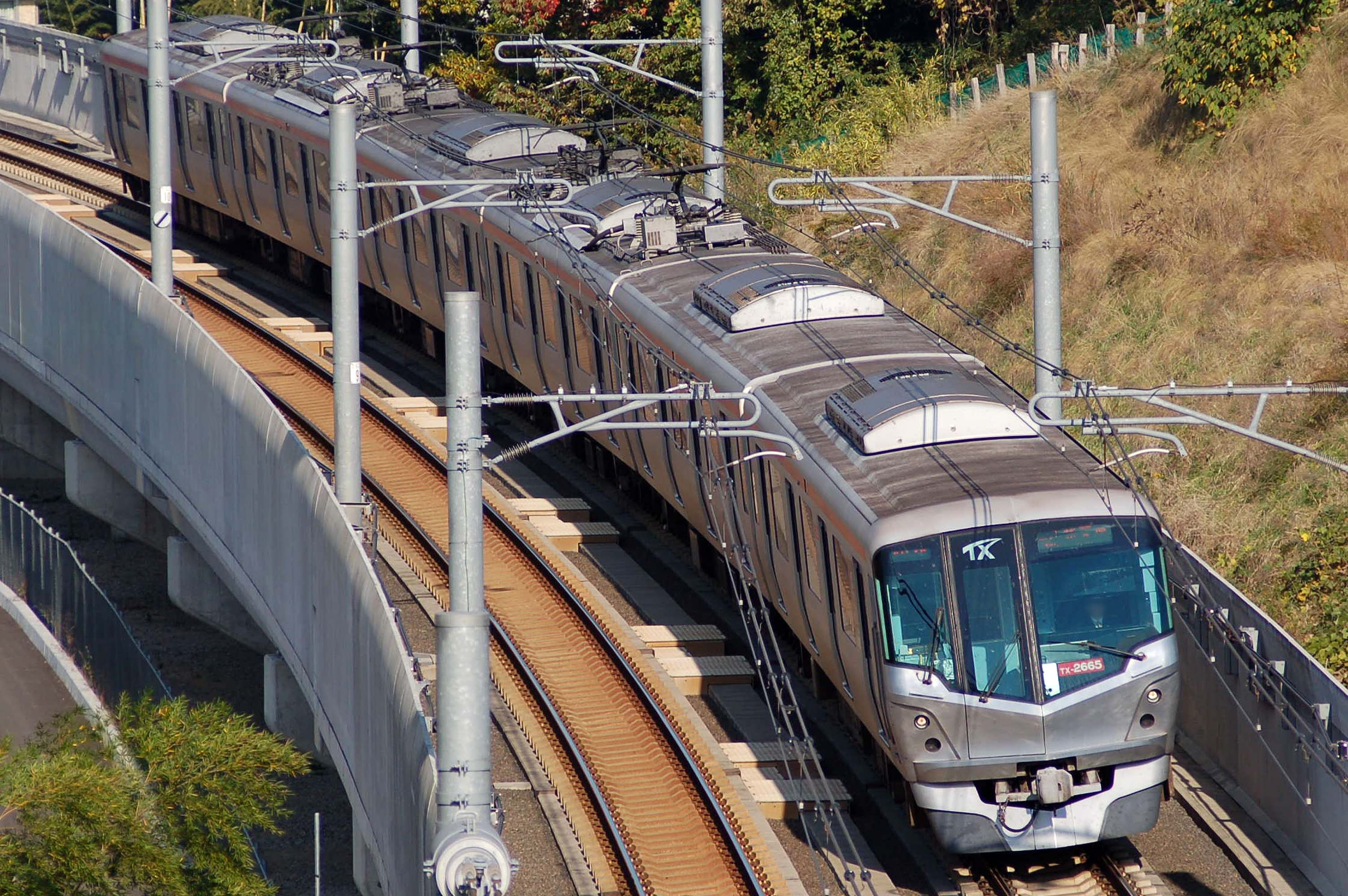
TX-2000系担当的快速列車

该线路的运营时间为清晨 5时03分 至次日的 0时47分。该线路基本有两种列车运行区间：秋叶原站至筑波站之间的全区间，秋叶原站至守谷站之间的小区间。这主要是需求以及根据电化的交直转换（直流/交流）而使用的机车车辆类型不同所致。此外，也存在在八潮站始发和终到的列车，以及在守谷站和筑波站之间运行的区间列车。列车种别有三种：快速、区间快速和普通。在工作日的晚上，通勤快速列车仅在下行方向，取代快速列车运行。 列车时刻表的特点是远近分离和慢速-缓急接续相结合。在总共 20 个车站中，只有 3 个车站只有普通列车停车。
列车运行速度不分种别，所有列车均以高速运行，且车辆性能没有差别，所有线路都建于高架、路堑或地下隧道，没有平交道口，是东京地区除的 JR 列车外，运行速度最先达到 130 公里/小时（ATO限速为127 公里/小时）的通勤列车。即使在弯道上，只要曲线半径至少为 820 米，也能以 130 公里/小时的速度高速运行，从而提高了表定速度。

### 列車種別
每种列车种别都与线路图和时刻表上使用的类型颜色一起显示。

停车站（2024年3月16日之后）

- 快速（Rapid，紅色）

基本上在秋叶原站和筑波站之间全区间运行。全区间标准行车时间为 45 分钟。
除了起始站、终点站和可与其他线路换乘的车站，快速列车只停靠浅草站（但也靠近其他铁路公司的车站）和八潮站。2024 年 3 月 15 日之前，八潮站是一个通过站，因此该列车一度在埼玉县内没有停靠站。
停车站：秋叶原站 - 北千住站间的各个车站和八潮站、南流山站、流山大鹰之森站、守谷站、筑波站。
- 通勤快速（Commuter Rapid，橙色）

仅运行于工作日傍晚通勤时段的下行方向。于2012 年 10 月 15 日设定。全区间标准行车时间为 49 分钟。以前也在工作日上午的上行方向运行，但随着 2020 年 3 月 14 日的时刻表修订而消失。
列车的目的地显示器会显示“通快”字样。除快速停靠站外，列车还停靠六町站、柏之叶校园站和研究学园站。该线路首次采用了交错停车的方式。通勤快速列车停靠六町站，会通过三乡中央站，而下面介绍的区间快速列车，除工作日上午的上行列车，其他班次均会通过六町站，而全天停靠三乡中央站。在通勤快速列车开通之前，六町站一直是只有普通列车停车的车站。
在通勤快速列车运行时间内，快速列车不会运行。
停车站：秋叶原站 - 北千住站之间的各站、六町站、八潮站、南流山站、流山大鹰之森站、柏之叶校园站、守谷站、研究学园站和筑波站。
- 區間快速（Semi-Rapid，藍色）

该列车会通过北千住站和守谷站之间的部分车站，并在秋叶原站 - 北千住站 以及 守谷站 - 筑波站之间的每个车站停车。 全区间标准行车时间为 52 分钟。
列车的目的地显示器会显示 “区快”的字样。在北千住站和守谷站之间的，列车每个市/区至少停靠一个车站。在守谷站和筑波站之间，列车会在每个车站停靠，以作为班次的补充以及扮演这一区间普通列车的角色。
仅在周六和节假日运行终到守谷站的区间快速。
2020 年 3 月 14 日时刻表修订后，列车仅在工作日早高峰时段停靠六町站。
停车站：秋叶原站 - 北千住站之间的各站、六町站（仅平日早高峰时段上行列车停靠）、八潮站、三乡中央站、南流山站、流山大鹰之森站、柏之叶校园站 以及守谷站 - 筑波站之间的各站。
- 普通（Local，灰色）

各站停车的列车种别。全区间标准行车时间为 57 分钟。只有普通列车停车的三个车站是青井站、流山中央公园站和柏田中站。
基本上，该列车在秋叶原站 - 守谷站・筑波站之间运行，部分班次在八潮站始发和终到，在 2016 年 10 月 15 日的时刻表修订中，还增加了从筑波站到北千住站以及从北千住站到八潮站的深夜班次。线路开业之初，白天时段的普通列车仅在秋叶原站 - 守谷站之间区间运行，但自 2007 年 10 月 18 日时刻表修订后，运行于秋叶原站 - 筑波站之间的普通列车也会在白天运行。
列车在八潮站、流山大鹰之森站和守谷站与快速列车、通勤快速列车和区间快速列车进行缓急接续，各站和列车上都会提供接续信息。

### 班次数量
根据 2012 年 10 月 15 日的时刻表修订，白天时段每小时的班次数量如下。
| 種別＼车站 | 種別＼车站 | 秋葉原 | ... | 守谷 | 守谷               | ...                | 筑波               | 運行数量 |
| ---------- | ---------- | ------ | --- | ---- | ------------------ | ------------------ | ------------------ | -------- |
| 運行范围   | 快速       |        |     |      |                    |                    |                    | 2班      |
| 運行范围   | 区間快速   |        |     |      | （该区间各站停車） | （该区间各站停車） | （该区间各站停車） | 2班      |
| 運行范围   | 普通       |        |     |      |                    |                    |                    | 2班      |
| 運行范围   | 普通       |        |     |      |                    | 4班                |                    |          |

### 折返车站
进行列车折返的四个车站分别是秋叶原（起点站）、筑波（终点站）、八潮和守谷（这两个站有袋状轨）。 以前，列车也会在北千住站折返，但随着 2022 年时刻表的修订，终到北千住的列车已经消失，定期列车不再在该站折返。在流山大鹰之森站，秋叶原方向也有一条渡线，但通常不用于折返运行。
有三个车站可以供列车待避：八潮站、流山大鹰之森站和守谷站。 其中，守谷站自开业以来一直采用两面四线的站台配置，但内线布线后，上下行列车只能从筑波方向进出车辆基地，直到 2017 年才设置了待避设施。

## 使用車輛
- TX-1000系 - 直流电车

1,500伏特直流電專用，只行駛於秋葉原至守谷之間路段，由川崎重工兵庫工場承造，2005年開業時即投入服務。
- TX-2000系 - 交直流电车

1,500伏特直流電與20,000伏特交流電兩用，可行駛於全線，由日立製作所笠戶事業所承造，2005年開業時即投入服務。首批車外觀與TX-1000系大致相同，之後兩批增備車的外觀與內裝和第一批車有明顯差異。
- TX-3000系 - 交直流电车

1,500伏特直流電與20,000伏特交流電兩用，可行駛於全線，由日立製作所笠戶事業所承造，為開業後首款新型號車輛。已於2020年3月投入服務。
秋叶原站和筑波站之间的全线使用交直流两用的 TX-2000系 和 TX-3000系 ，而秋叶原站和守谷站之间除上述两种类型车辆外还使用直流专用列车 TX-1000 系。所有车辆的车身宽度均为 2.95 米。
项目初期计划引进双层列车，设计方案很早就已确定，并制作了完成列车的模型和蓝图。 该模型至今仍由首都圈新都市铁路公司保存，有时会在“筑波特快节（つくばエクスプレスまつり）”等活动中展出。
自 2005 年 9 月 1 日（平成 17 年）起，开始启用女性专用车厢，虽然所有列车都是六节车厢，但根据时间和方向的不同，其中一节车厢为女性专用。 平日里，上行列车从首班车始发至上午 9 点，下行列车从 18 点至从秋叶原站出发的末班车，每趟列车都有一节车厢为女性专用。

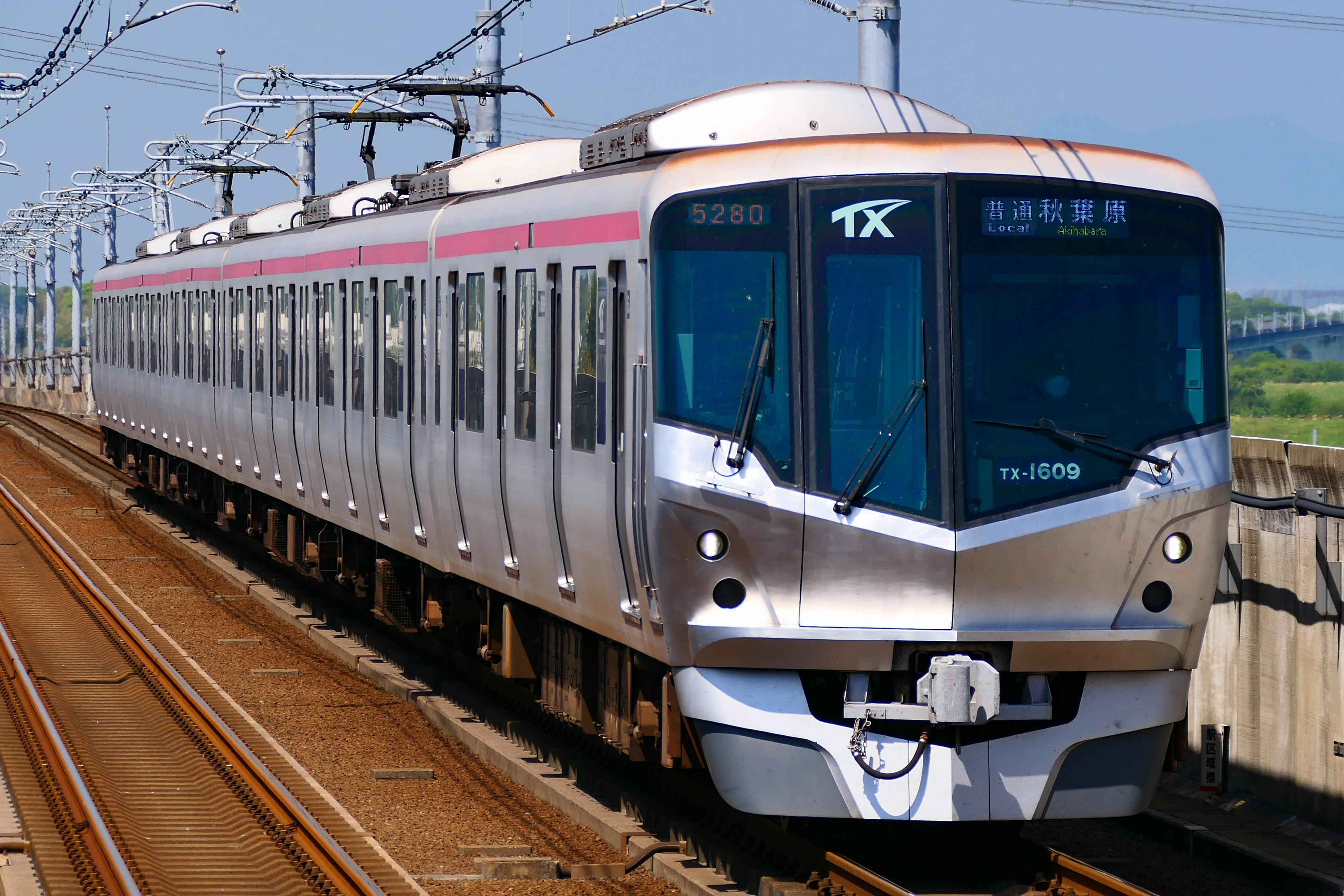
TX-1000系
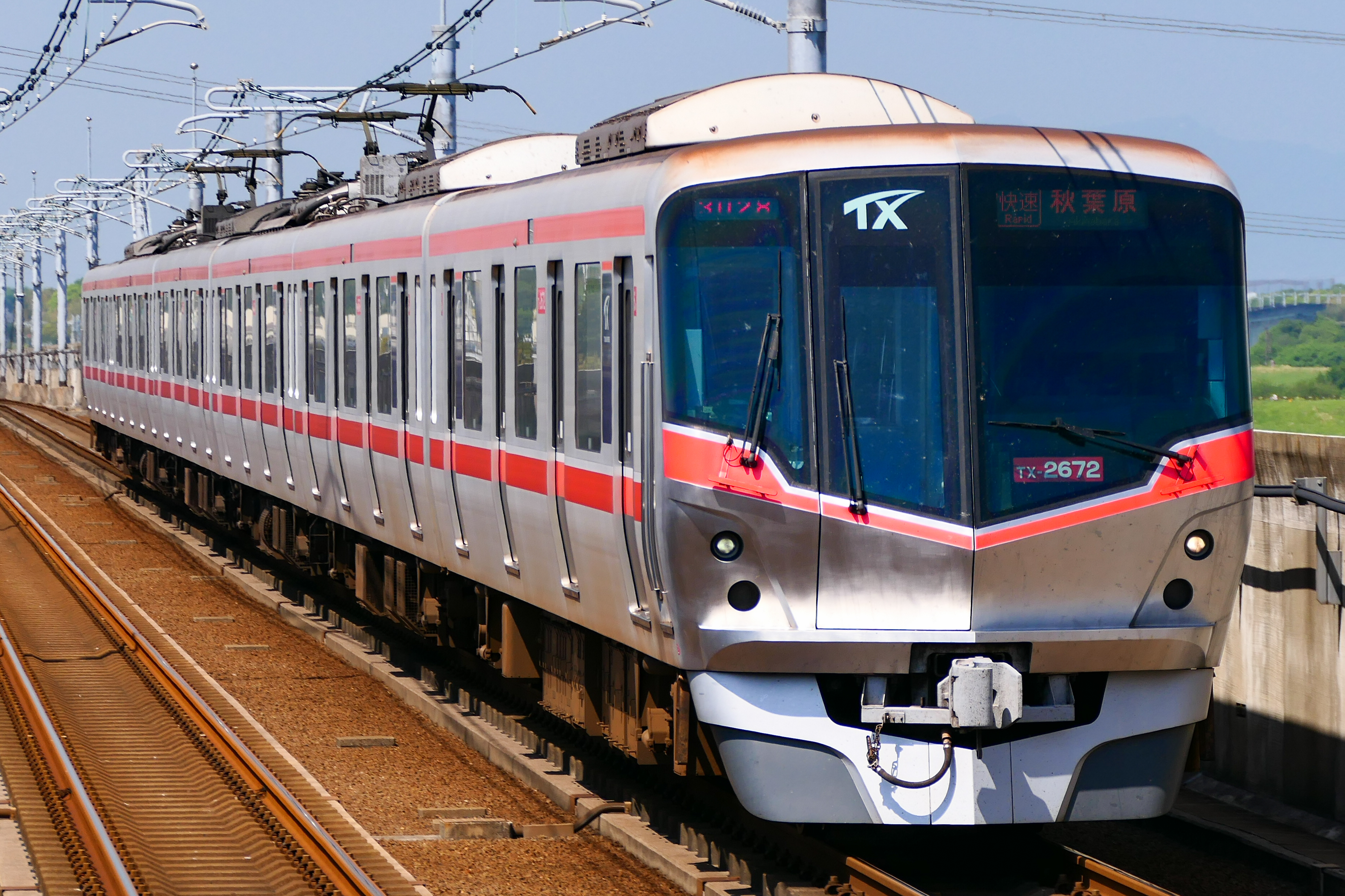
TX-2000系
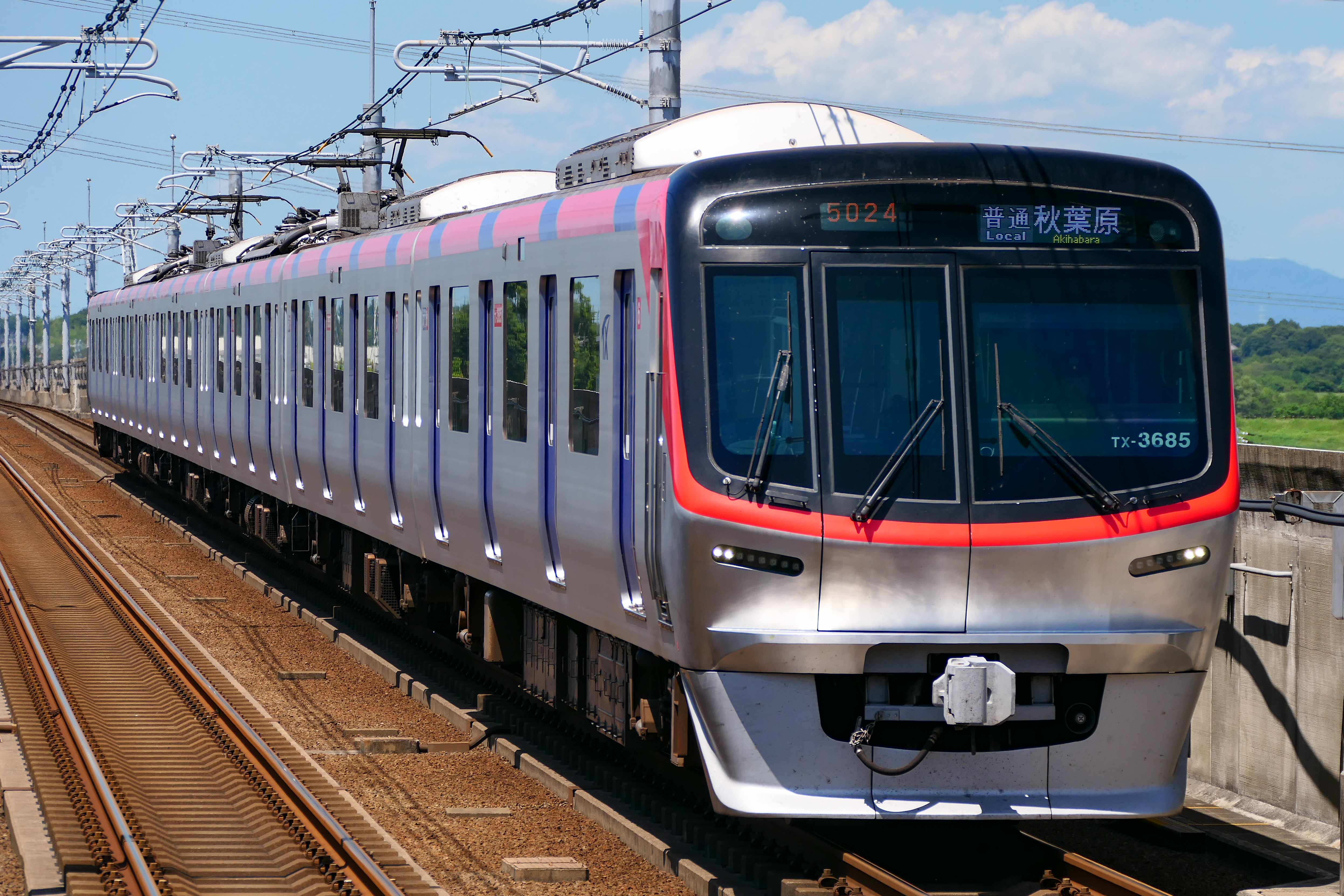
TX-3000系

## 車站列表
- 停车站 … ●：停车、▲：平日早高峰时段的上行列车停车、｜和↓：通過（只在↓标记方向运行）
- 通勤快速只在平日下行方向运行
- 普通列車停靠所有車站，因此省略。
- 标记#的车站为可供列车待避的车站
- ※：沒有定期券連絡運輸

| 電氣化方式 | 車站編號 | 中文站名     | 日文站名 | 英文站名 | 站間距離 | 累計距離 | 區間快速 | 通勤快速 | 快速 | 接續路線、備註 | 地面/地底 | 所在地 | 所在地     |
| ---------- | -------- | ------------ | -------- | -------- | -------- | -------- | -------- | -------- | ---- | --- | --------- | ------ | ---------- |
| 直流電     | TX01     | 秋葉原       |          |          | -        | 0.0      | ●        | ●        | ●    | 東日本旅客鐵道： 山手線（JY03）、 京濱東北線（JK28）、 總武線（各站停車）（JB19） 東京地下鐵： 日比谷線（H-16）※ 都營地下鐵： 新宿線（岩本町：S-08）（徒步連絡） | 地底路段  | 東京都 | 千代田區   |
| 直流電     | TX02     | 新御徒町     |          |          | 1.6      | 1.6      | ●        | ●        | ●    | 都營地下鐵： 大江戶線（E-10） | 地底路段  | 東京都 | 台東區     |
| 直流電     | TX03     | 淺草         |          |          | 1.5      | 3.1      | ●        | ●        | ●    | | 地底路段  | 東京都 | 台東區     |
| 直流電     | TX04     | 南千住       |          |          | 2.5      | 5.6      | ●        | ●        | ●    | 東日本旅客鐵道： 常磐線（快速）（JJ04） 東京地下鐵： 日比谷線（H-21）※                                                                                           | 地底路段  | 東京都 | 荒川區     |
| 直流電     | TX05     | 北千住       |          |          | 1.9      | 7.5      | ●        | ●        | ●    | 東日本旅客鐵道： 常磐線（快速）（JJ05） 東武鐵道： 伊勢崎線（東武晴空塔線）（TS-09） 東京地下鐵： 日比谷線（H-22）、 千代田線（C-18）                            | 地面路段  | 東京都 | 足立區     |
| 直流電     | TX06     | 青井         |          |          | 3.1      | 10.6     | ｜       | ↓        | ｜   | | 地底路段  | 東京都 | 足立區     |
| 直流電     | TX07     | 六町         |          |          | 1.4      | 12.0     | ▲        | ●        | ｜   | | 地底路段  | 東京都 | 足立區     |
| 直流電     | TX08     | 八潮#        |          |          | 3.6      | 15.6     | ●        | ●        | ●    | | 地面路段  | 埼玉縣 | 八潮市     |
| 直流電     | TX09     | 三鄉中央     |          |          | 3.7      | 19.3     | ●        | ↓        | ｜   | | 地面路段  | 埼玉縣 | 三鄉市     |
| 直流電     | TX10     | 南流山       |          |          | 2.8      | 22.1     | ●        | ●        | ●    | 東日本旅客鐵道： 武藏野線（JM16） | 地底      | 千葉縣 | 流山市     |
| 直流電     | TX11     | 流山中央公園 |          |          | 2.2      | 24.3     | ｜       | ↓        | ｜   | | 地面路段  | 千葉縣 | 流山市     |
| 直流電     | TX12     | 流山大鷹之森 |          |          | 2.2      | 26.5     | ●        | ●        | ●    | 東武鐵道： 野田線（東武都市公園線）（TD-22） 可待避站 | 地面路段  | 千葉縣 | 流山市     |
| 直流電     | TX13     | 柏之葉校園   |          |          | 3.5      | 30.0     | ●        | ●        | ｜   | | 地面路段  | 千葉縣 | 柏市       |
| 直流電     | TX14     | 柏田中       |          |          | 2.0      | 32.0     | ｜       | ↓        | ｜   | | 地面路段  | 千葉縣 | 柏市       |
| 直流電     | TX15     | 守谷#        |          |          | 5.7      | 37.7     | ●        | ●        | ●    | 關東鐵道：常總線 | 地面路段  | 茨城縣 | 守谷市     |
| 交流電     | TX16     | 未來平       |          |          | 6.6      | 44.3     | ●        | ↓        | ｜   | | 地面路段  | 茨城縣 | 筑波未來市 |
| 交流電     | TX17     | 綠野         |          |          | 4.3      | 48.6     | ●        | ↓        | ｜   | | 地面路段  | 茨城縣 | 筑波市     |
| 交流電     | TX18     | 萬博紀念公園 |          |          | 3.2      | 51.8     | ●        | ↓        | ｜   | | 地面路段  | 茨城縣 | 筑波市     |
| 交流電     | TX19     | 研究學園     |          |          | 3.8      | 55.6     | ●        | ●        | ｜   | | 地面路段  | 茨城縣 | 筑波市     |
| 交流電     | TX20     | 筑波         |          |          | 2.7      | 58.3     | ●        | ●        | ●    | | 地底      | 茨城縣 | 筑波市     |

- 由于 2024 年 3 月 16 日修订了时刻表[18]，八潮站现在有快速列车停车（另见 “列车种别”部分）。

## 註解
1. ↑  此名稱源自關東運輸局鐵道部於完成檢査時的新聞發佈[8]。根據都市計劃法，此鐵路的「都市設施」（都市高速鐵道）的名稱，以及各都市計劃區域，均將此路線定名為「常磐新線」。其後有傳運輸審議會的公告稱，國土交通省通知[9]此路線會使用「築波快綫（つくばエクスプレス線）」的名稱，而運輸審議會的公告[10]本身並沒有提及路線的正式名稱。其後在開業後的官方告示稱，「為促進國外遊客來訪地域目的而振興國際遊相關的法律」有關的告示[11]起名「常磐新線」，而另一方面，首都圏整備法關連告示中，鐵路名稱從開業以前的「つくばエクスプレス（常磐新線）」更改為「つくばエクスプレス」。而《鐵道畫報》（鉄道ピクトリアル）2007年2月號第105頁所提及，鐵道及運輸機構的財務諸表[12]，以及《鐵道要覧》2006年度（平成18年度）版，亦有使用「常磐新線」此一名稱。

1. ↑  昭和末期，日本国有铁道的巨额亏损不断膨胀，为应对这种情况，政府寻求财务重组计划。1987年，随着日本国有铁道的拆分及民营化，常磐线成为东日本旅客铁道（JR东日本）的一条线路。
2. ↑  来自时刻表
3. ↑  东京地铁银座线田原町站
4. ↑  此外，在开业前的时期（TX-1000 和 2000 系列还未完工时），该公司的官方网站上还使用了这个双层列车的图片。[24]。

## 外部連結
- 筑波快線官方網站 （页面存档备份，存于）
- 日本Yahoo!新聞 - 筑波快線（日語）
- 筑波快線沿線情報（沿線各車站的介紹） （页面存档备份，存于）（日語）